# Terčovka válcovitá
Terčovka válcovitá (Hypogymnia tubulosa) je druh lišejníku z čeledi Parmeliaceae. Poprvé jej popsal Ludwig Emanuel Schaerer roku 1840 jako jednu z odrůd druhu Parmelia ceratophylla, na samostatný druh jej v roce 1918 povýšil Johan Johnsen Havaas.

## Popis
Terčovka válcovitá je listovitý lišejník (tzv. foliózní) s dutinatou stélkou. Laloky na koncích bývají slabě nafouklé a mají šedo-zelené zbarvení. Spodní strana je tmavě hnědá až černá. Laloky jsou často nepravidelně větvené s hladkým nebo mírně hrbolatým povrchem.

## Chemické složení
Tento lišejník obsahuje různé ochranné látky (sekundární metabolity). Patří mezi ně například atranorin a chloroatranorin, které vykazují antimikrobiální účinky, nebo physodové kyseliny působící jako antioxidanty a chránící lišejník před nadměrným UV zářením. Díky těmto látkám je lišejník odolnější vůči mikrobům a nepříznivým podmínkám prostředí.

## Ekologie
Terčovka válcovitá preferuje spíše kyselé povrchy — roste na kůře jehličnatých stromů nebo na kamenech. Často ji najdeme ve vlhčích lesích mírného pásu, v Evropě i v dalších oblastech s mírným podnebím. Její duté laloky poskytují mikroprostor pro drobné bezobratlé (např. roztoče) a svým metabolickým působením mění pH substrátu, čímž ovlivňuje podmínky pro jiné druhy lišejníků a mechů.

## Význam
Tento druh je citlivý na znečištění ovzduší (zejména na oxid siřičitý) a proto se někdy využívá jako bioindikátor kvality prostředí. Obsahované antimikrobiální a antioxidační látky z lišejníků jsou předmětem farmaceutického a kosmetického výzkumu. Předpokládá se, že by mohly najít uplatnění v prevenci některých mikrobálních infekcí nebo při ochraně pleti před oxidačním stresem.

## Historie a výzkum
Hypogymnia tubulosa si odborníci všimli už v první polovině 19. století, ale intenzivní zájem o její ekologický a bioindikační význam přišel až ve 20. století. Moderní studie využívají optickou spektroskopii a další metody k analýze fyziologických vlastností i chemického profilu lišejníku.